# تاريخ الختان
للختان جذور قديمة بين العديد من المجموعات الإثنية في إفريقيا شبه الاستوائية، وما زال يجرى على الصبية اليافعين رمزًا لانتقالهم إلى منزلة المحارب أو سن الرشد. كان الختان و/ أو شق القضيب، باعتبارها جزءًا من طقس بلوغ معقد في الغالب، ممارسة شائعة بين السكان الأصليين الأستراليين وسكان جُزر المحيط الهادئ عند اتصالهم الأول بمسافرين غربيين. ما زالت قيد الممارسة بالطريقة التقليدية من قبل نسبة من السكان.
في اليهودية، مورس الختان تقليديًا على الذكور في يومهم الثامن بعد الولادة (بعد عصر الهيكل الأول). يذكر سفر التكوين الختان باعتباره جزءًا من العهد الإبراهيمي مع يهوه (الرب). كان الختان شائعًا، وإن لم يكن بصورة شاملة، بين الساميين القدامى. يصنف هيرودوت، فيما كتب في القرن الخامس قبل الميلاد، الكولخيين والإثيوبيين والفينيقيين والسوريين على أنهم ممارسون للختان. في أعقاب غزوات الاسكندر الأكبر، مع ذلك، أدى نفور اليونانيين من الختان (لم يعتبروا الرجل «عاريًا» بحق إلا إذا كانت قلفته مسحوبة) إلى انخفاض معدل حدوثه بين الكثير من الشعوب التي كانت تمارسه مسبقًا. كتب مؤلف سفر المكابيين الأول أنه في ظل السلوقيين، حاول الكثير من الرجال اليهود إخفاء ختانهم أو عكسه كي يتمكنوا من التمرُن في الجيمناسيون اليوناني، حيث كان العُري هو القاعدة. يحكي سفر المكابيين الأول كذلك أن السلوقيين حظروا ممارسة بريت ميلاه (الختان اليهودي)، وعاقبوا من كان ينفذه بالإضافة إلى الرُضع الذين خضعوا له بالموت.
وفقًا «للمسح الوطني للتخريج من المستشفيات» في الولايات المتحدة، اعتبارًا من عام 2008، كان معدل ختان الصبية الرضع في مستشفيات الولايات المتحدة 55.9%.

## أصوله
أصول الختان ليست معروفة يقينًا. قُدمت اقتراحات متعددة تقول إنه بدأ:
- بصفته تضحية دينية.
- بصفته طقس عبور يحدد دخول الصبي سن البلوغ.
- بصفته شكلًا من أشكال التفكير السحري لضمان الفحولة أو الخصوبة.
- بصفته وسيلة لخفض المتعة الجنسية.
- بصفته وسيلة مساعدة على النظافة الشخصية حيث كان الاستحمام المنتظم غير عمليّ.
- بصفته وسيلة لتمييز أصحاب المنزلة الاجتماعية الأعلى.
- بصفته وسيلة لإذلال الأعداء والعبيد عبر إخصاء رمزي.
- بصفته وسيلة للتفريق بين مجموعة ممارسة للختان وجيرانهم غير الممارسين له.
- بصفته وسيلة لتثبيط الاستمناء أو غيره من السلوكيات الجنسية المحظورة اجتماعيًا.
- بصفته وسيلة لزيادة جاذبية الرجل بالنسبة للنساء.
- بصفته إثباتًا لقدرة المرء على تحمل الألم.
- بصفته ندًا ذكوريًا للحيض أو فض غشاء البكارة.
- لتقليد حالة طبيعية لانعدام القلفة عند قائد مهم.[6][7]
- بصفته طريقة لدفع الشيطانات، و/ أو
- إظهارًا للاشمئزاز من اللخن الذي تنتجه القلفة.

يمكن لإزالة القلفة منع حالة طبية تُعرف باسم الشبم أو علاجها. اقتُرح أن عادة الختان منحت ميزات للقبائل التي مارستها وهكذا انتشرت.
يصف داربي هذه النظريات بأنها «متضاربة» ويصرح أن «نقطة الاتفاق الوحيدة بين مقترحي النظريات المتعددة هو أن الترويج لصحة جيدة لا علاقة له بالأمر». يقترح إمرمان وغيره أن الختان يسبب انخفاض الإثارة الجنسية للذكور البالغين، ويفترض أن تلك كانت ميزة تنافسية بالنسبة للقبائل التي تمارس الختان، ما أدى إلى انتشاره. يقترح ويلسون أن الختان يقلل من كفاءة التلقيح، ما يقلل من قدرة الرجل على إخصاب شركاء مختلفين عبر إضعاف تنافس الحيوانات المنوية. وعليه، فقد يحصل الرجال الذين يظهرون إشارة الطاعة الجنسية هذه على مكاسب اجتماعية إذا ما اختير الرجال المتزوجون لتقديم الثقة الاجتماعية والاستثمار بشكل تفضيلي لأقرانهم الأقل تهديدًا لأبوّتهم. يعتقد فرويد أن الختان يمكّن الرجال كبار السن من كبح رغبات صغارهم بارتكاب المحرمات، ويتوسّط التوتر المتأصل في علاقة الأب – الابن والتعاقب الجيلي. يُخصى اليافعون رمزيًا، أو يُأنثون، لكنهم ينعمون كذلك بالخصوبة الذكورية. من الممكن أن يكون الختان قد نشأ بصورة مستقلة في ثقافات مختلفة لأسباب مختلفة.

## إفريقيا

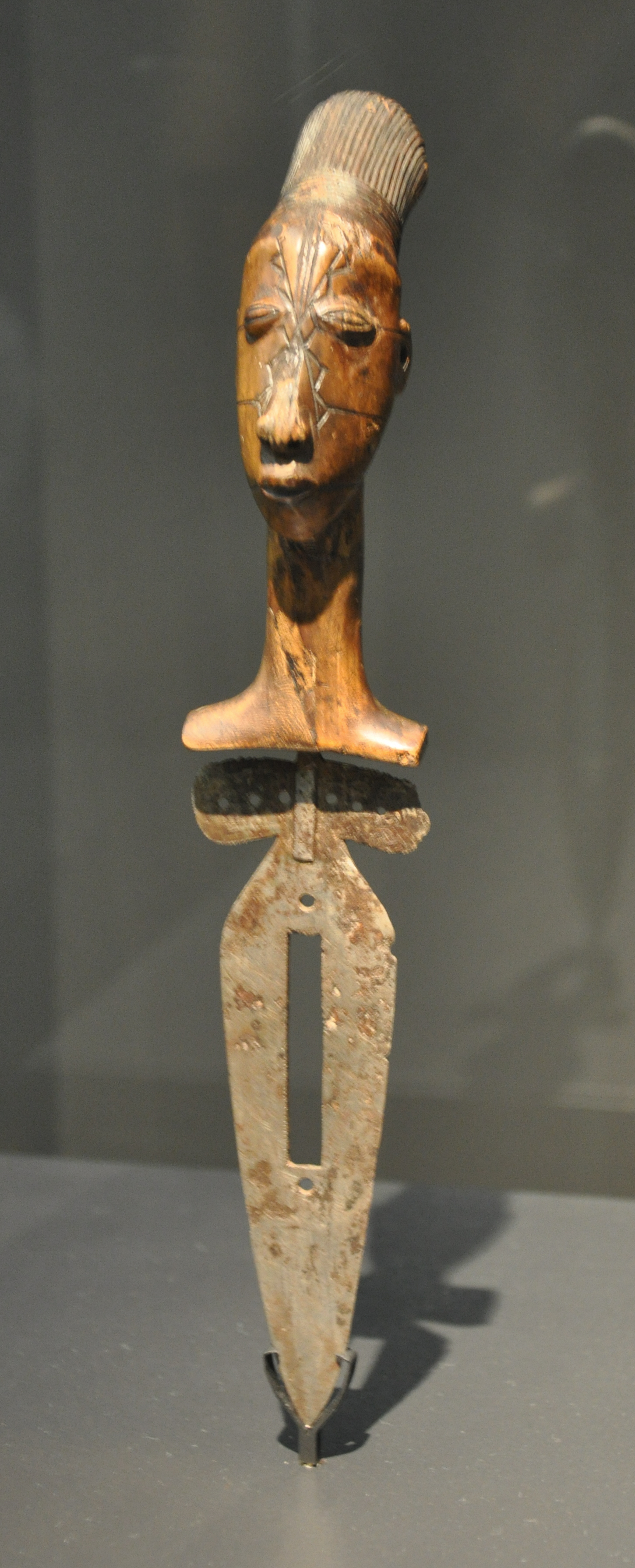
سكين الختان، ماركا. جمهورية الكونغو، ورشة عمل منطقة مانجبيتو؛ الخشب والحديد. أواخر القرن التاسع عشر / أوائل القرن العشرين

«يشير توزع طقوس الختان والانضمام في جميع أرجاء إفريقيا، والتشابه المتكرر بين تفاصيل العملية الاحتفالية في مناطق تبعد آلاف الأميال، إلى وجود تقليد قديم خلف طقس الختان وإلى أن شكله الحالي هو نتيجة عملية طويلة من التطور».
التاريخ الثقافي الإفريقي محكي على نحو ملائم فيما يخص المجموعة اللغوية. يمتد الناطقون باللغة النيجرية الكنغوية اليوم من السنغال إلى كينيا إلى جنوب إفريقيا وجميع النقاط بينها. في الفترة التاريخية، كان لدى الشعوب الناطقة بالنيجرية الكنغوية في الغالب ختان يُجرى في مدارس انضمام المحاربين الشباب، ولم تكن مدارس السنغال وغامبيا مختلفة كثيرًا عن تلك خاصة الكيكويو الكينيين والزولو جنوب الإفريقيين. كان خلفهم المشترك مجموعة بساتينية منذ خمسة، وربما سبعة، آلاف عام من منطقة كروس ريفر في نيجيريا المعاصرة. من تلك المنطقة، انتقلت حدود البساتينية إلى الخارج إلى غرب إفريقيا وحوض الكونغو. من المؤكد أن مدارس المحاربين الممارسة للختان كانت جزءًا من الذخيرة الثقافية للمجتمع السلفي.
الختان في شرق إفريقيا طقس عبور من الطفولة إلى البلوغ، لكن يمارس في بعض الأمم (القبائل) فقط. بعض الشعوب في شرق إفريقيا لا تمارس الختان (مثل شعب اللوو في غرب كينيا، وشعبي الغيسو والباساما في شرق أوغندا).
بين شعوب غيكويو (كيكويو) في كينيا، والميسابا والغيسو في أوغندا، والماساي في كينيا وتنزانيا، كان الختان تاريخيًا عامل التخرج في برنامج تعليمي كان يعلم المعتقدات والممارسات والثقافة والدين والتاريخ القبلية للشباب الذين كانوا على مشارف الصيرورة أفرادًا ناضجين في المجتمع. كان احتفال الختان عموميًا للغاية، ويتطلب إظهار الشجاعة تحت السكين بغية الحفاظ على شرف الشاب وعائلته ووجاهتهم. كان شكل التخدير الوحيد حمامًا في مياه الصباح الباردة لنهر ما، والتي تخدر الحواس إلى الحد الأدنى. كان يُطلب من الصغار الذين يجري ختانهم الحفاظ على تعبير رصين وعدم الإجفال من الألم.
بعد الختان، يصير الشباب أفرادًا في فئة المحاربين، ويتمتعون بحرية المواعدة والزواج. كان المتخرجون يصيرون أخوية يخدمون بعضهم، ويظل بينهم التزام مشترك تجاه بعضهم طوال الحياة.
في البيئة الحديثة لشرق إفريقيا، يبقى العنصر المادي للختان (في المجتمعات التي كانت تمارسه تاريخيًا) لكن من دون معظم الطقوس والسياقات والبرامج الأخرى التي تصاحبه. بالنسبة للكثيرين، صارت العملية تُجرى اليوم بخصوصية على فرد واحد، في مستشفى أو في عيادة طبيب. غالبًا ما يستخدم التخدير في أماكن كهذه. لكن ثمة قبائل لا تقبل هذه الممارسة المُعصرنة. يصرون على الختان في احتفال جماعي، واختبار للشجاعة على ضفاف نهر. هذا النهج شديد التقليديّة شائع بين قبائل الميرو والكيسي في كينيا.
بصرف النظر عن فقدان الطقوس والاحتفالات التي صاحبت الختان في الماضي، تبقى العملية الفيزيائية جوهرية بالنسبة للهوية الشخصية والفخار، والقبول في المجتمع. يخاطر الرجال غير المختونين في هذه المجتمعات بالتعرض «للنبذ»، والسخرية منهم على أنهم «صبية». ثمة حالات ختان قسري عديدة لرجال من مجتمعات كهذه اكتُشف أنهم قد تملصوا من الطقس.